# The Monday Night Orchestra

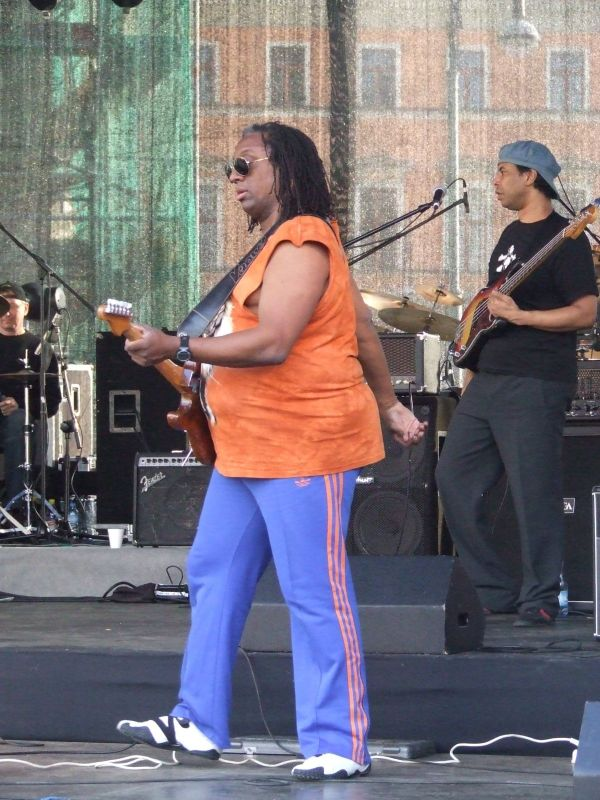
Gründungsmitglied Hiram Bullock 2006

The Monday Night Orchestra ist eine US-amerikanische Jazz-Formation, die von 1983 bis in die 1990er Jahre wirkte, zunächst unter Leitung von Gil Evans. Der Bandname leitet sich von den montags stattfindenden Konzerten des Orchesters im New Yorker Jazzclub Sweet Basil ab.

## Bandgeschichte

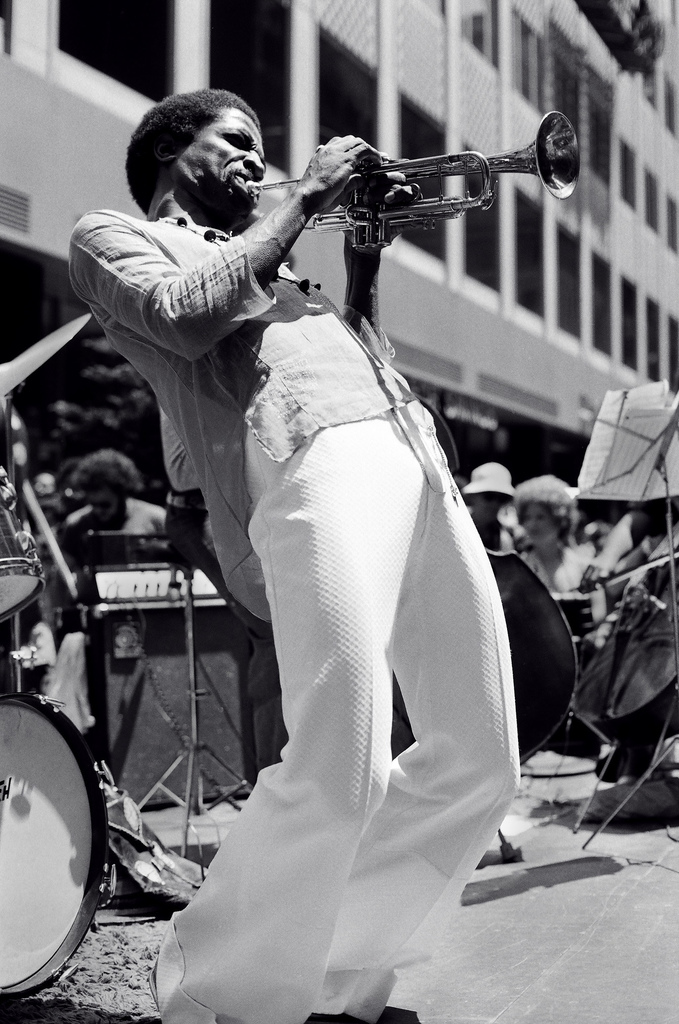
Hannibal Marvin Peterson

Da der Montag traditionell der Tag war, an dem die meisten New Yorker Clubs geschlossen blieben, gaben einige Clubbesitzer an diesem Tag unbekannten Musikern und Gruppen die Chance zu Auftritten. Ein erstes Beispiel für diese Praxis war im Village Vanguard das Thad Jones/Mel Lewis Orchestra, aus dem schließlich 1990 das Vanguard Orchestra hervorging. Anfang der 1980er Jahre versuchte Horst Liepold, der deutschstämmige Mitbesitzer des Sweet Basil (88 Seventh Avenue South) im Greenwich Village etwas Ähnliches und gab Anfang 1983 Gil Evans die Chance, für 900 $ pro Auftritt mit seinem 15- bis 16-köpfigen Ensemble aufzutreten. Dies war auch für einen Montag eine sehr geringe Entlohnung, wodurch die Bandmitglieder tatsächlich „für wenig mehr als das Fahrgeld“ spielten. Liepold setzte auf die legendäre Verbindung zu Miles Davis, die das Publikum neugierig machen sollte; „andere waren neugierig, was Evans inzwischen tat; wieder andere konnten es kaum erwarten, jemanden von Gil Evans’ Statur in einem kleinen, intimen Club zu erleben, ohne zu wissen, was er tun würde.“
Am 17. April 1983 fand der erste Auftritt des Orchesters statt. Die kleine Bühne des Clubs mit nur 40 Tischen reichte eben für ein Sextett, auf dem nun Evans’ vierzehn Musiker Platz finden mussten: Zunächst die Saxophonisten David Sanborn und George Adams. Pete Levin war neben dem Bandleader der zweite Keyboarder; hinzu kamen die Blechbläser, Dave Taylor und Dave Bargeron an den Posaunen, Lew Soloff und Hannibal Marvin Peterson an den Trompeten sowie der Tubist Howard Johnson, die direkt vor der ersten Tischreihe standen. Seitlich der Bühne posierte sich Gitarrist Hiram Bullock.
Das Konzert begann mit einer „wilden Version“ von Orgone, das auf Gone basiert, bekannt vom Evans/Davis-Album Porgy and Bess (1958) und unter dem neuen Namen an Wilhelm Reichs Orgon-Theorie erinnert. Nach Short Visit, einem Feature für Sanborn, folgte ein Evans-Arrangement von Orange Was the Colour of Her Dress Then Blue Silk, das ausreichend Raum für ein sich langsam aufbauendes Solo von George Adams ließ; die Mingus-Komposition sollte darauf fest zum Bandrepertoire gehören. Bereits wenige Wochen nach diesem Konzert „gehörten die montäglichen Nächte Gil Evans.“ In den letzten vier Jahren seines Lebens, traten er und sein Orchester hier regelmäßig auf, wenn sie nicht auf Tournee gingen; so wurde dieses Engagement zu dem längsten in seiner bisherigen Karriere. Die Konzerte waren gut besucht; es kamen u. a. Mick Jagger, Gerry Mulligan, Michael Caine und der Bassist Jaco Pastorius. Auch Gil Evans’ Familie wirkte mit; seine Frau Anita hielt sich, umgeben von Freunden, Musikern und Leuten aus der Musikindustrie, am Tisch in der Mitte auf, Miles Evans spielte Trompete, und Noah Evans war als Toningenieur tätig.
Die Band spielte üblicherweise zwei bis vier Titel pro Set, manche auf über zwanzigminütige Improvisationen ausgedehnt. Hierzu gehörten Orgone, ein Jimi-Hendrix-Song, eine Mingus- oder Thelonious-Monk-Komposition, und eine von Evans selbst. Eine Zeitlang war dessen Komposition Bud and Bird die Schlussnummer, eine Upbeat-Suite von Themen der Bop-Meister Bud Powell und Charlie Parker.
Die Stetigkeit der Monday Night-Gigs erlaubte Evans und der Band, die Experimente zu erweitern, die er bereits in den 1970ern mit seinen Bandprojekten begonnen hatte. Einige seiner Arrangements waren wenig detailreich und so flexibel angelegt, „improvisatorisch zu explodieren – für individuelle Solisten, kollektiv oder in einer Kombination von beidem. Klassisches Beispiel ist Orgone; in seiner letzten Version hört man eine elektronisch ausweitete Palette von Klängen, und ein Aufgebot an Rhythmen erinnert nur noch wenig an den 4/4-Swing der alten Version [von 1958].“ Gils Ausführungen garantierten jedoch nicht immer eine großartige Darbietung; zeitweise mündete die Musik in ein „chaotisches, uninspiriertes Spiel ohne Zentrum“. Gil Evans selbst sah dies gelassen:
„I love this band, we've been playing together for so long that we can improvise, get by with it and land on our feet. Some nights are better than others. We teeter on the edge of formlessness a lot of times – than someone can't stand it any longer and will do something definitive and we all move on.“

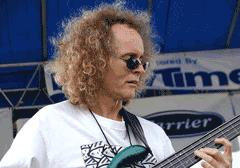
Mark Egan

Im Sweet Basil wurden in der Zeit von August 1984 bis Dezember 1986 Aufnahmen für das japanische Label King eingespielt, die jedoch von unterschiedlicher Qualität waren. Die beiden ersten Alben, Live at Sweet Basil, Vol. 1 & 2, „obwohl ein bisschen uneben, fingen die Krach schlagende Wildheit und exzellenten Soli ein, die auch die Live at the Public Theatre-Aufnahmen auszeichnet.“ Die beiden anderen, erst nach Evans’ Tod im Jahr 1988 erschienenen Alben Bud and Bird und Farewell waren „weitaus inkonsistenter, sowohl in musikalischer wie auch in technischer Hinsicht.“ Gil Evans selbst war mit dem dritten Teil unzufrieden, so dass er dem japanischen Produzenten mitteilte, er wünsche nicht, dass die Mitschnitte veröffentlicht werden. Dieser hatte jedoch bereits 1500 Exemplare für den japanischen Markt gepresst und meinte: „It's just the first 1500, it's only for Japan“, worauf Evans entgegnete:„You mean you don't think the Japanes have as much sensivity as Americans or other people?“
In den nächsten Jahren (zu Lebzeiten des Bandleaders) gehörten dem Orchester außerdem u. a. Shunzo Ohno, Stanton Davis, Chris Hunter, Bill Evans, Danny Gottlieb, Hamiet Bluiett, George Lewis in mehr oder weniger fester Form an, die z. T. auch bei dessen Europa-Tourneen mitwirkten, wie zuletzt beim Umbria Jazz Festival vom 12. bis 19. Juli 1987, mit einem Auftritt des Orchesters mit dem Sänger Sting. Nach dem Tod des Bandleaders spielten – wiederum auf dem Umbria-Jazz-Festival – Musiker des Monday Night Orchestra unter Leitung von Gil Goldstein mit Gästen wie Urszula Dudziak, Michal Urbaniak und Biréli Lagrène; die Aufnahmen erschienen auf dem Soul-Note-Album Tribute to Gil. Goldstein und Miles Evans führten das Monday Night Orchestra in den 1990er Jahren weiter.

## Würdigung
Joachim-Ernst Berendt hielt das Monday Night Orchestra von Gil Evans für die bedeutendste jener Big Bands der 1970er und 1980er Jahre, in denen „Rock-Elemente schöpferisch verarbeitet werden,“ zu denen er die Bob Moses Band, die Bob Mintzer Big Band, die Jaco Pastorius Big Band, Edward Wilkersons Shadow Vignettes und in Europa das United Jazz + Rock Ensemble und die britische Formation Loose Tubes zählte.

## Diskographische Hinweise
- Live At Sweet Basil (Electric Bird, 1984, ed. 1985)
- Live At Sweet Basil Vol. 2 (Electric Bird, 1984, ed. 1986)
- Farewell - Live At Sweet Basil (Electric Bird, 1986, ed. 1988)
- Bud and Bird (Evidence, 1986, ed. 1992)
- Live at Umbria Jazz Vol. 1 (Egea, 1987, ed. 2000)
- Live at Umbria Jazz Vol. 2 (Egea, 1987, ed. 2001)
- The Gold Collection (Fine Tune, 1981–86, ed. 1999)
- Playing the Music of Gil Evans. Vol. 1 (Sweet Basil/Apollon, 1993)
- Playing the Music of Gil Evans. Vol. 2 (Sweet Basil/Apollon, 1993, ed. 1994)